# Anchilosi

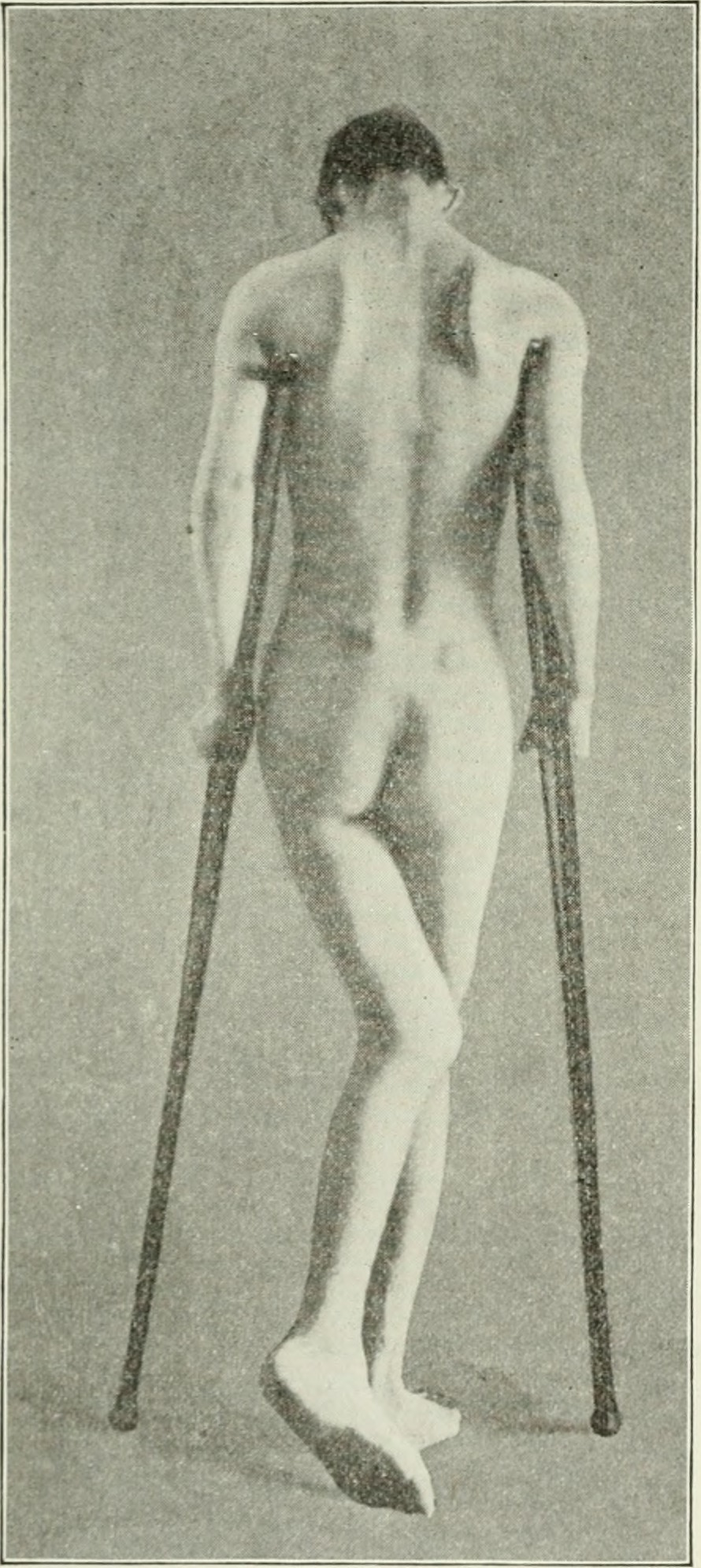
Anchilosi della giuntura del fianco sinistro, ritratta in un'enciclopedia medica del 1898

Per  anchilosi  (parola che deriva dal greco ἀγκύλος) in campo medico, si intende la limitazione grave o l'annullamento completo e permanente dei movimenti di un'articolazione.

## Forme
Esistono vari tipi di anchilosi:
- anchilosi ossea o vera, caratterizzata dalla fusione delle ossa di un'articolazione per proliferazione del tessuto osseo (sinostosi);
- anchilosi fibrosa o falsa, secondaria a proliferazione di tessuto fibroso all'interno di un'articolazione;
- anchilosi legamentosa o extracapsulare, provocata dalla rigidità dei legamenti e della capsula articolare.

## Cause
L'anchilosi di un'articolazione può derivare da processi patologici che colpiscono l'articolazione stessa o le ossa vicine, quali traumi, infezioni, infiammazioni di natura autoimmune che si verificano ad esempio nella spondilite anchilosante e nella artrite psoriasica.

## Sintomatologia
L'anchilosi può essere determinata dal risultato di un intervento chirurgico di riparazione, oppure per un lungo periodo di immobilizzazione di un'articolazione.

## Terapia
Il trattamento è chirurgico, tramite artrodesi o in casi particolari condilectomia o osteotomia.